# Cercospora juncicola
Cercospora juncicola är en svampart som först beskrevs av Hori & Kasai, och fick sitt nu gällande namn av Vassiljevsky 1937. Cercospora juncicola ingår i släktet Cercospora och familjen Mycosphaerellaceae.   Inga underarter finns listade i Catalogue of Life.